# IRNSS-1C
IRNSS-1С — третий из семи аппаратов индийской региональной навигационной спутниковой системы (IRNSS), запущенный после IRNSS-1A и IRNSS-1B. Спутниковая группировка IRNSS служит для предоставления навигационных услуг в регионе. Спутник был запущен 15 октября 2014 в 20:02 UTC ракетой-носителем PSLV-С26 и размещён на геостационарной орбите.

## Спутник
IRNSS-1C поможет расширению системы спутниковой навигации Индии, которая сейчас находится в разработке. Создаваемая система региональная, ориентирована на Южную Азию. Спутник будет обеспечивать навигацию, отслеживание.
IRNSS-1С несёт на борту два компонента полезной нагрузки: навигационная аппаратура и CDMA-антенну. Полезная нагрузка генерирует навигационные сигналы на Л5 и S-диапазонах. Конструкция полезной нагрузки делает систему совместимой с глобальной системы позиционирования (GPS) и европейской «Галилео». Спутник оснащён двумя солнечными батареями, которые генерируют до 1660 Вт и имеет срок службы в десять лет.
IRNSS-1С был успешно запущен 16 октября 2014 года. Запуск производился в Космического центре имени Сатиша Дхавана в Шрихарикоте.